# Frauenarchiv Dortmund
Das Frauenarchiv der Universität Dortmund wurde 1977 im Zuge der Neuen Frauenbewegung, die Ende der 1970er Jahre auch die Dortmunder Hochschule erreichte, als erstes Archiv dieser Art in der Bundesrepublik Deutschland eingerichtet.

## Geschichte
Die Einrichtung dieser Spezialbibliothek für Frauenforschung ging auf die Initiative von Sigrid Metz-Göckel von der ehemaligen Pädagogischen Hochschule Ruhr zurück. Als „Archiv zur Neuen Frauenbewegung“ konzipiert, war zunächst die Beschaffung von Literatur (Bücher, Zeitschriften, Dokumentationen) zur Frauenbewegung, zur feministischen Wissenschaftstheorie und zur Frauengeschichte vorgesehen. Von Anbeginn an wurden allerdings interdisziplinär zu allen frauenrelevanten Fragestellungen Bücher, Abschlussarbeiten, Dissertationen, Dokumentationen, Broschüren, Zeitungsausschnitte, Rezensionen, Plakate, Tonträger und Zeitschriften gesammelt.
Das Archiv, das zugleich Bibliothek, Arbeits- und Kommunikationsraum sein sollte, wurde von den beteiligten Frauen 27 Jahre lang im Frauenkollektiv (Frauenrat) und überwiegend ehrenamtlich verwaltet. Anfallende Tätigkeiten, wie Erledigung von Korrespondenz, Öffentlichkeitsarbeit, Beratung der Benutzerinnen, Gewährleistung von regelmäßigen Öffnungszeiten, Erstellung von jährlichen Arbeitsberichten etc. leisteten die Kollektivfrauen gleichberechtigt. Über die Auswahl der Buchbestellungen entschieden die Frauen gemeinsam. Die für das Frauenarchiv gekauften, als Geschenke oder kostenlose Rezensionsexemplare zur Verfügung gestellten Buch- und Zeitschriftenbestände sowie die nicht im Buchhandel erhältliche Literatur („Graue Literatur“) wurden in verschiedenen Karteien und in einem Schlagwortregister erfasst. Die Aufstellung der Bücher erfolgte nach einer von den Archivfrauen selbst entwickelten Systematik.
Nicht zuletzt durch den großen Zuspruch aufgrund des überregionalen Bekanntheitsgrades des Frauenarchivs wurde die zuvor als Präsenzbestand konzipierte Bibliothek zunehmend zu einer Ausleihbibliothek. Auf den einmal wöchentlich stattfindenden öffentlichen Kollektivsitzungen diskutierten die Mitarbeiterinnen unter anderem Ziele, Organisation und Planungen des Frauenarchivs. Obwohl sich die vielfältigen Tätigkeiten im Frauenarchiv von Anbeginn an auf mehrere Schultern verteilten, bedeutete die ehrenamtliche Arbeit für jedes Kollektivmitglied – zusätzlich zum Studium und zu anderen Verpflichtungen – einen erheblichen Zeitaufwand.
Aus privaten, familiären und beruflichen Gründen wurde das Frauenarchiv offiziell nach 27 Jahren im Frühjahr 2004 geschlossen. Die Bestände des Frauenarchivs umfassten zu diesem Zeitpunkt circa 6.000 Bücher, eine archivierte Plakatsammlung mit 240 Plakaten sowie Zeitschriften, Dissertationen und Abschlussarbeiten zu Frauenthemen.
Seit der Auflösung des Frauenarchivs im Frühjahr 2004 befinden sich die Bestände in der Universitätsbibliothek Dortmund und ist Mitglied des Dachverbandes i.d.a.